# El Chorizo Japonés
El Chorizo Japonés fue una revista sicalíptica publicada por la Editorial Carceller en 1915. 

## Historia
El Chorizo Japonés constituyó la primera publicación de la editorial en lengua española; esto se hizo con el objetivo de ampliar el mercado de la revista satírica La Traca, que se distribuía en toda la región valenciana y Cataluña.
Su salida fue anunciada a finales de 1914, generándose una gran expectación hasta su aparición el 10 de marzo de 1915. Tenía 16 páginas y 25 ilustraciones realizadas por el equipo de La Traca: Pertegás, K-Hito, Morellá y Galván. El precio era de cinco céntimos de peseta. Del primer número distribuyeron 30.000 ejemplares en todo el país, agotándose de inmediato, y por lo que hubo una reimpresión con 60.000 ejemplares más. El éxito de la revista va a suscitar rápidamente el interés de las autoridades, que denunciaron el segundo número de El Chorizo Japonés por inmoral.  Los números tercero y cuarto fueron denunciados por las autoridades antes incluso de que salieran de la imprenta, causando perjuicios económicos al editor.
La Vanguardia anunciaba en su edición del 9 de abril de 1915 que la nueva publicación ya arrastraba tres denuncias tras apenas haber publicado cinco números, si bien investigadores contemporáneos como Antonio Laguna no han podido certificar la existencia de más de cuatro números. Finalmente, se decidió dejar de editarla. La edición de La Traca del 17 de abril de 1915 anunciaba la suspensión de El Chorizo Japonés debido a la persecución gubernamental.
La antigua revista reapareció brevemente en febrero de 1921 en forma de almanaque, ilustrado por Enrique Pertegás (Tramús).